# Spirosphaera keratinophila
Spirosphaera keratinophila är en svampart som beskrevs av Udagawa & Uchiy. 1999. Spirosphaera keratinophila ingår i släktet Spirosphaera, ordningen disksvampar, klassen Leotiomycetes, divisionen sporsäcksvampar och riket svampar.   Inga underarter finns listade i Catalogue of Life.